# Провулок Семашка (Ростов-на-Дону)
Провулок Семашко (рос. переулок Семашко)   — провулок у Ростові-на-Дону з 76 відомими будинками, поруч з вулицею Червоноармійська та провулками Соборний і Газетний.

## Історія
Ростов-на-Дону виділявся серед інших російських міст тим, що його будівництво велося не хаотично, а за заздалегідь розробленим планом. У числі перших з'явилися провулки Соборний, Казанський (нині Газетний) і Миколаївський (тепер це провулок Семашко).
Для жителів Солдатської слободи провулок Миколаївський був одним з основних спусків до Дону. Миколаївський провулок спускається до річки, піша дорога до Дону.
У 1850 році частина провулка знайшла кам'яну бруківку, а в 1864 році – гасові ліхтарі, які у 1870 році поміняли на газові.
Провулок закінчувався міським кладовищем.

## Фотогалерея (Будівлі на Миколаївському провулку) провулок Семашко)

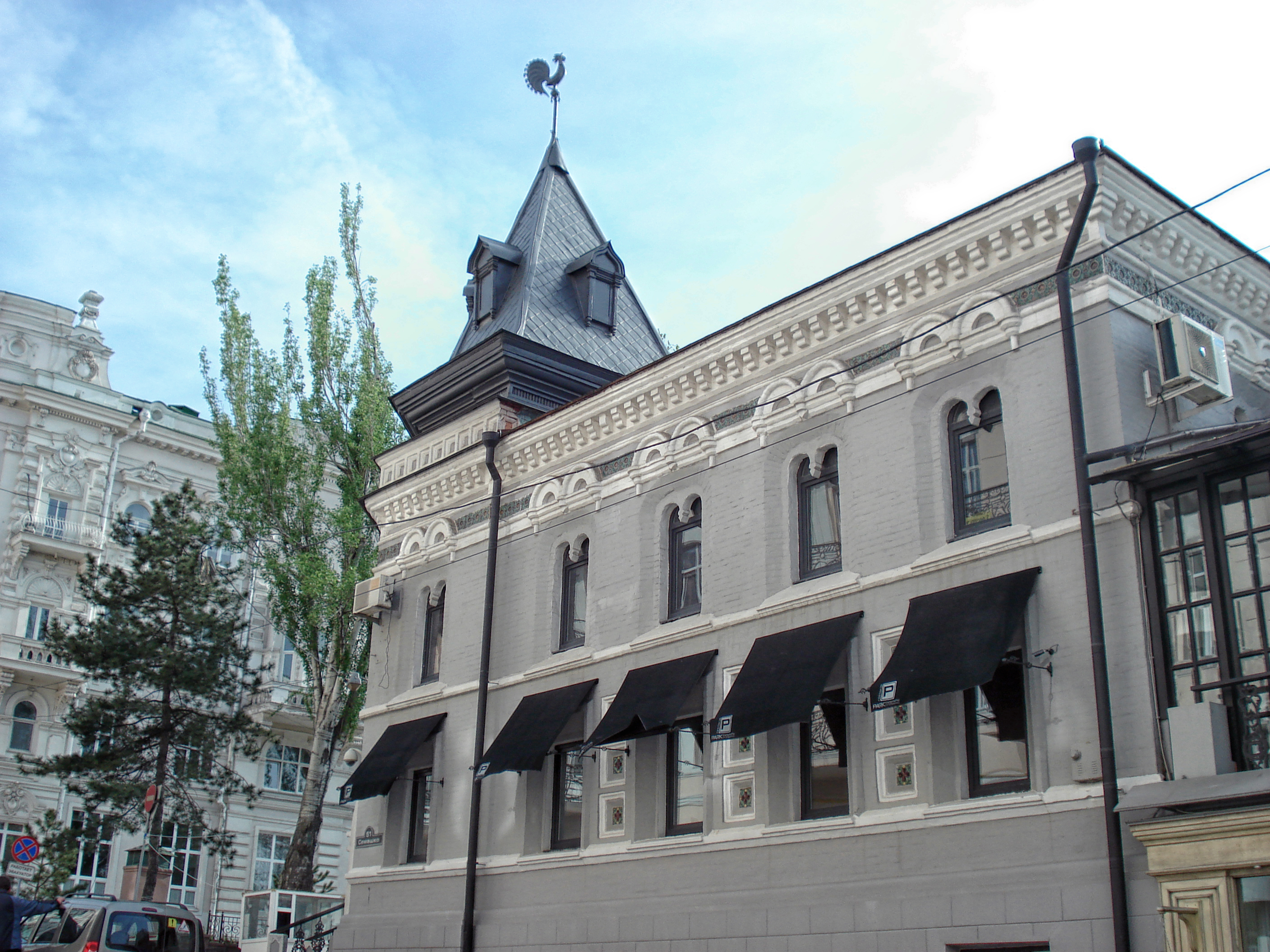
Будівля школи домоводства та кулінарії: Думський проїзд, 1 / провулок Семашко, 51
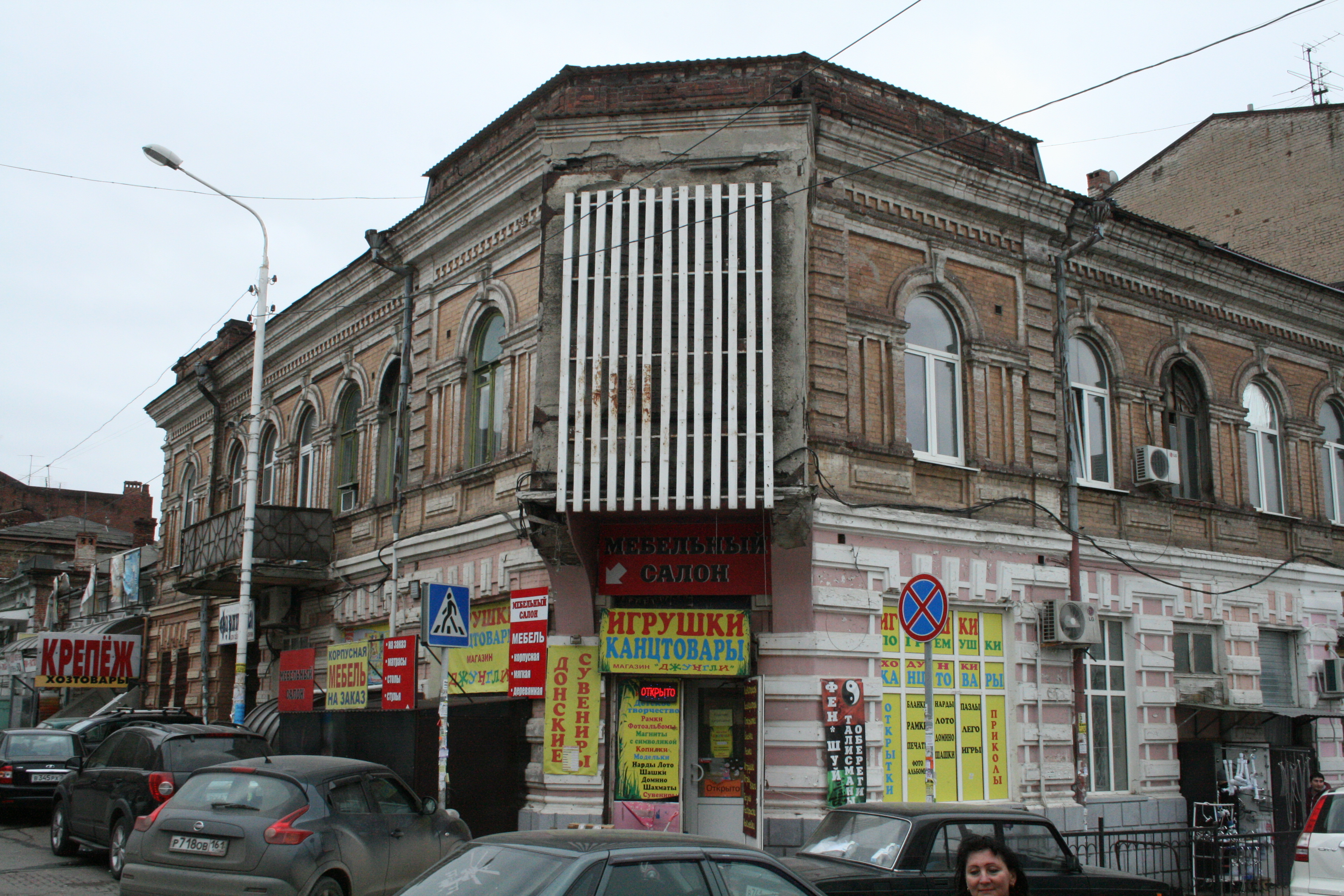
Дходный будинок Ф. В. Мыльцына Оборони вулиця, 48/18, Семашко провулок)
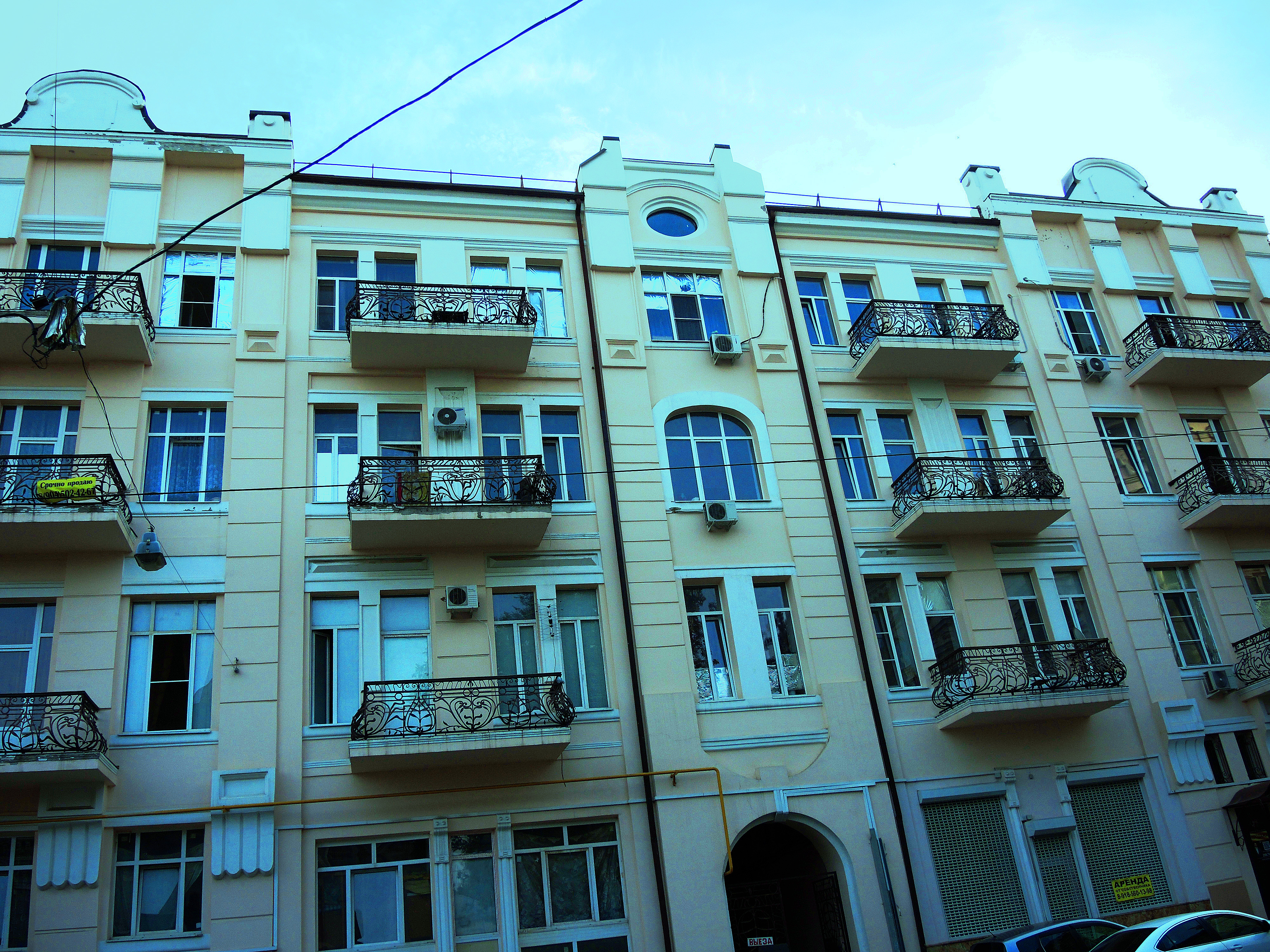
Прибутковий будинок Х. А. Феофани, поч. ХХ ст.: провулок Семашка,46
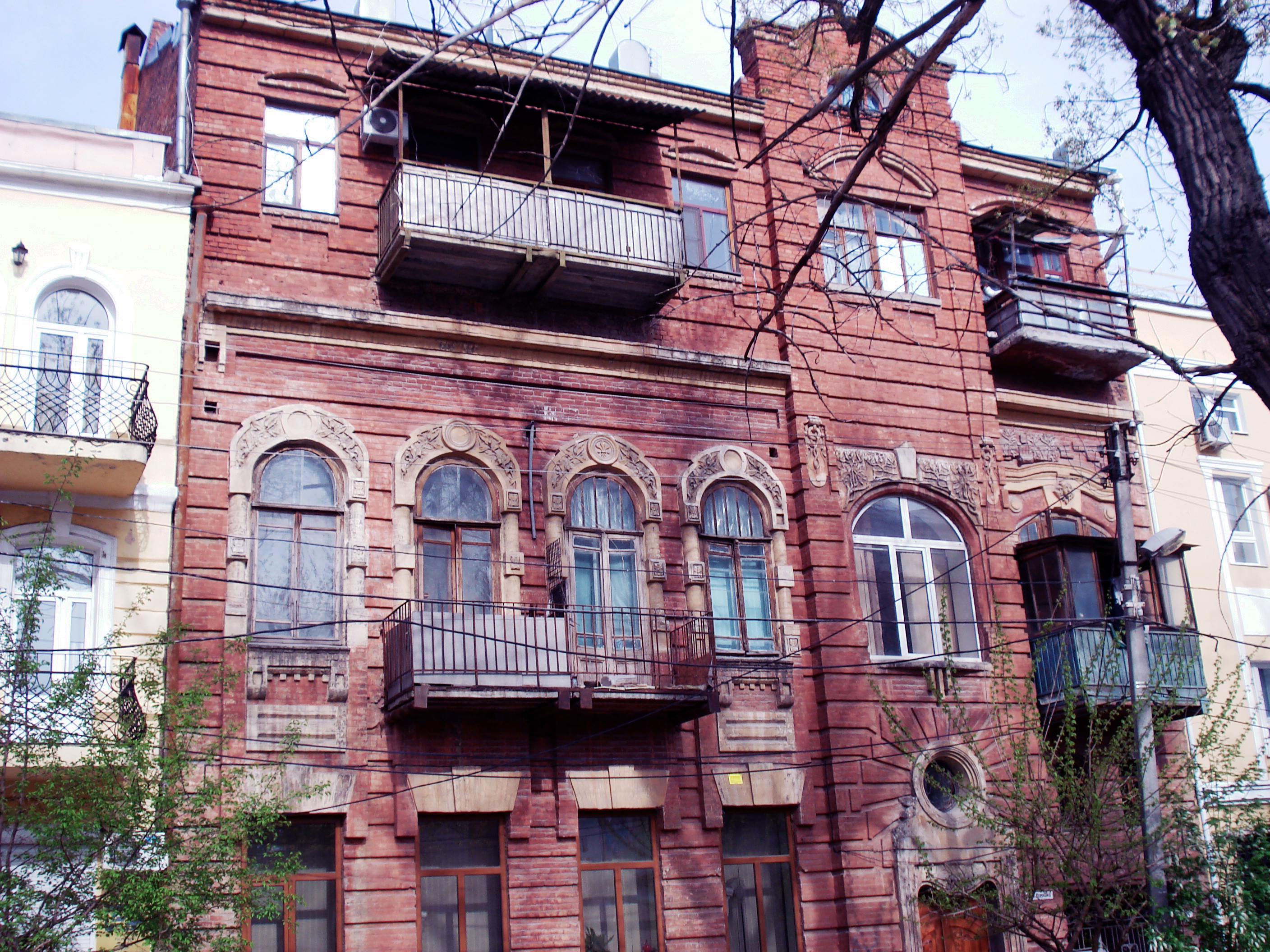
Прибутковий будинок М. П. Горєва, поч. ХХ ст.: провулок Семашко, 74
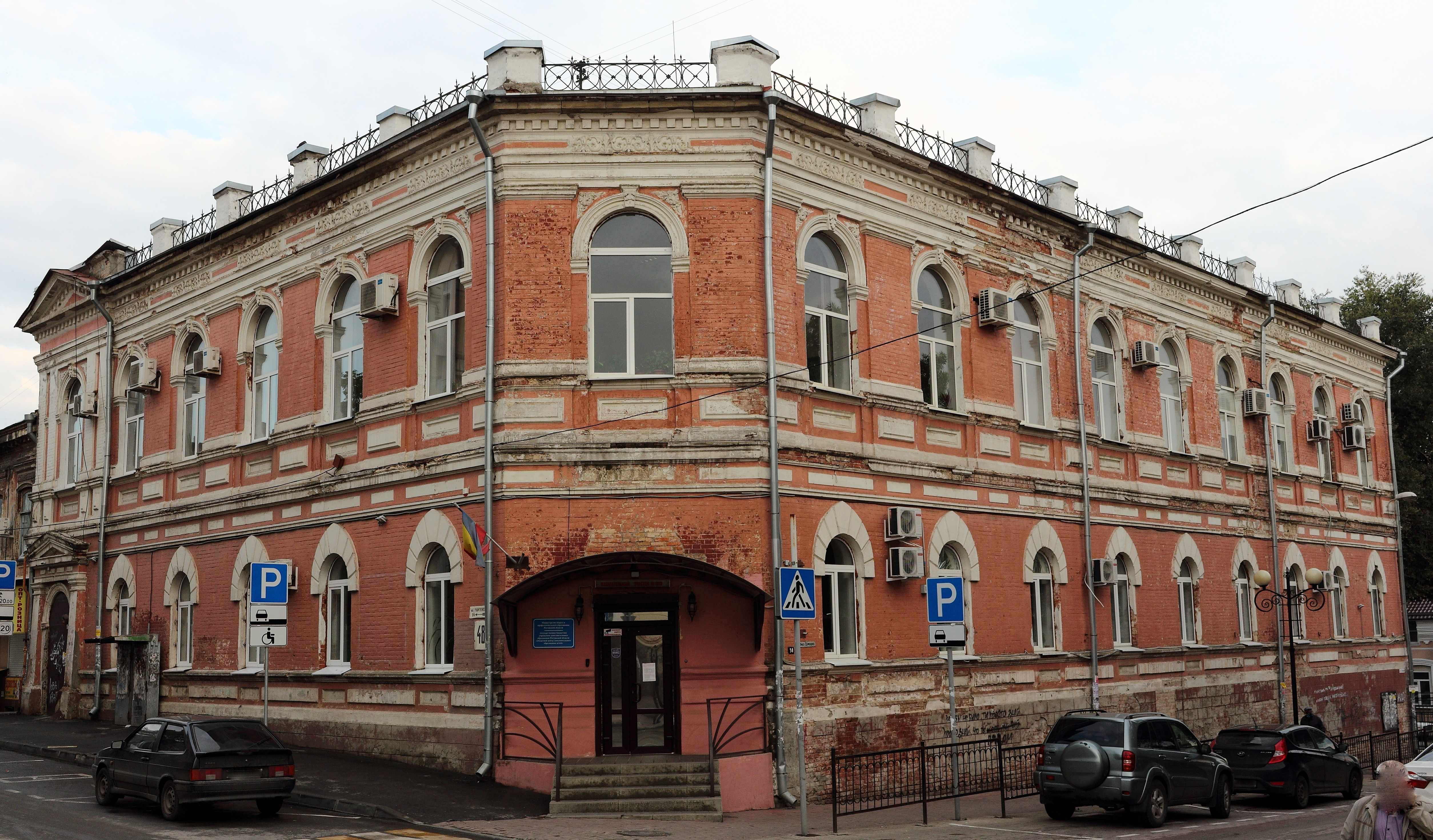
Будівлю Київського окружного земства: вулиця Тургенівська, 48/12-14, провулок Семашко/29, вулиця Баумана